# کوه هها
کوه ه‌ها (به لاتین: Mount Heha) یک کوه در بوروندی است که در استان بوجومبورا واقع شده‌است. کوه ه‌ها ۲٬۶۸۴ متر بالاتر از سطح دریا واقع شده‌است.